# Saint-Point-Lac
Saint-Point-Lac är en kommun i departementet Doubs i regionen Bourgogne-Franche-Comté i östra Frankrike. Kommunen ligger i kantonen Pontarlier som tillhör arrondissementet Pontarlier. År 2022 hade Saint-Point-Lac 305 invånare.

## Befolkningsutveckling
Antalet invånare i kommunen Saint-Point-Lac
Referens:INSEE